# Bernardo Dantas
Bernardo Dantas é um arranjador,  compositor, violonista de seis e sete cordas, guitarrista e produtor musical de música popular brasileira. Membro fundador do Grupo Semente que se notabilizou acompanhando a cantora Teresa Cristina. O Grupo Semente foi um dos principais agentes da revitalização do bairro da Lapa, onde começaram a atuar em 1998 no bar de mesmo nome.
O Grupo Semente foi o ganhador do vigésimo sexto Prêmio da Música Brasileira na categoria de melhor grupo de samba.

## Discografia
- Orquestra de Música Popular da Uni-Rio (1996)
- Acorda Bamba (1996)
- Seu Jair do Cavaquinho (2002)
- O Samba é minha Nobreza (2002)
- Teresa Cristina e Grupo Semente- A música de Paulinho da Viola (2002)
- Teresa Cristina e Grupo Semente- A vida me fez assim (2004)
- Celebridade Samba (2004)
- Um só coração (2004)
- Brasileirinho- Grandes encontros do Choro contemporâneo (2004)
- Bar do Mineiro (2004)
- Teresa Cristina e Grupo Semente- O Mundo é meu Lugar (2005)
- Coisa com Coisa (2006)
- Tantinho, Memória em verde e rosa (2006)
- Teresa Cristina e Grupo Semente-Delicada (2007)
- Moyseis Marques (2007)
- Samba Novo (2007)
- Teresa Cristina e Grupo Semente-Eu sou assim (2008)
- Samba Social Clube (2008)
- Samba Social Clube 2 (2008)
- João Callado (2009)
- Teresa Cristina-Melhor Assim (2010)
- Modificado (2010)
- Tio Samba- É batata!  (2010)
- Ivor Lancellotti- Em boas e mais companhias (2011)
- Flávia Dantas-Dois Faróis (2011)
- Fernado Temporão e João Callado- Primeira Nota (2012)
- João Callado- Nova Dança (2012)
- Tio Samba- Mais pra cá do que pra lá (2012)
- Susana dal Poz- Só Sambas (2013)
- Grupo Semente (2014)